# Mistrzostwa Świata w Szermierce 1969
Mistrzostwa Świata w Szermierce 1969 – 36. edycja mistrzostw odbyła się w kubańskiej stolicy Hawanie.

## Klasyfikacja medalowa
| Lp. | Państwo | złoto | srebro | brąz | Razem |
| --- | ------- | ----- | ------ | ---- | ----- |
| 1   | ZSRR    | 5     | 3      | 1    | 9     |
| 2   | Polska  | 1     | 2      | 1    | 4     |
| 3   | Rumunia | 1     | 1      | 1    | 3     |
| 4   | RFN     | 1     | -      | -    | 1     |
| 5   | Węgry   | -     | 2      | 3    | 5     |
| 6   | Szwecja | -     | -      | 2    | 2     |

## Medaliści

### Mężczyźni
| Złoto                                                                                               | Srebro                                                                                            | Brąz                                                                                       |
| Floret                                                                                              |                                                                                                   |                                                                                            |
| Friedrich Wessel                                                                                    | Wasyl Stankowycz                                                                                  | Ryszard Parulski                                                                           |
| ZSRR · Wiktor Putiatin · Jurij Szarow · Leonid Romanow · Wasyl Stankowycz · Gierman Swiesznikow     | Polska · Ryszard Parulski · Lech Koziejowski · Jerzy Kaczmarek · Marek Dąbrowski · Witold Woyda   | Rumunia · Ion Drîmbă · Mihai Țiu · Ștefan Haukler · Iuliu Falb · Ștefan Ardeleanu          |
| Szpada                                                                                              |                                                                                                   |                                                                                            |
| Bohdan Andrzejewski                                                                                 | Aleksiej Nikanczikow                                                                              | Carl von Essen                                                                             |
| ZSRR · Aleksiej Nikanczikow · Hryhorij Kriss · Siergiej Paramonow · Igor Waletow · Gieorgij Zażycki | Węgry · Győző Kulcsár · Zoltán Nemere · Csaba Fenyvesi · Pál Schmitt · Pál Nagy                   | Szwecja · Rolf Edling · Carl von Essen · Hans Jacobson · Orvar Jönsson · Lars-Erik Larsson |
| Szabla                                                                                              |                                                                                                   |                                                                                            |
| Wiktor Sidiak                                                                                       | János Kalmár                                                                                      | Péter Bakonyi                                                                              |
| ZSRR · Wiktor Sidiak · Mark Rakita · Władimir Nazłymow · Eduard Winokurow · Umiar Mawlichanow       | Polska · Jerzy Pawłowski · Józef Nowara · Zygmunt Kawecki · Krzysztof Grzegorek · Janusz Majewski | Węgry · Péter Bakonyi · János Kalmár · Attila Kovács · Tamás Kovács · Miklós Meszéna       |

### Kobiety
| Złoto                                                                                 | Srebro | Brąz                                                                                                 |
| Floret                                                                                | | |
| Jelena Nowikowa-Biełowa                                                               | Ileana Drîmbă | Swietłana Czirkowa                                                                                   |
| Rumunia · Ileana Drîmbă · Olga Orban-Szabo · Maria Vicol · Ana Ene · Suzana Ardeleanu | ZSRR · Aleksandra Zabielina · Jelena Nowikowa-Biełowa · Swietłana Czirkowa · Tatjana Pietrienko-Samusienko · Galina Gorochowa | Węgry · Katalin Kollanyi · Judit Ágoston-Mendelényi · Agnes Simonffy · Mária Szolnoki · Ildikó Rejtő |